# 巴特帝国
巴特帝国（恩科字母：ߓߊߕߍ߫ Bátɛ）是西非前殖民时代的一个国家，中心位于现在的几内亚康康。它由曼丁戈人和索宁克人于16世纪建立，作为一个伊斯兰教商贸国家存在，直至19世纪末被萨摩里·杜尔征服。1891年，被纳入法属几内亚。